# Daan Jippes
Daniel Jan (Daan) Jippes (Amsterdam, 14 oktober 1945) is een striptekenaar die onder anderen voor Disney heeft gewerkt. Jippes beheerst vele tekenstijlen en is in staat het werk van verschillende tekenaars levendig na te bootsen. Hij is in de eerste plaats beroemd als navolger van Carl Barks, maar ook Floyd Gottfredson, Al Taliaferro, André Franquin en Albert Uderzo weet hij succesvol te imiteren. Onder het pseudoniem Danier verstripte Jippes enkele romans van Havank.

## Levensloop

### Jeugd en Pep
Jippes kwam op vijfjarige leeftijd in aanraking met strips door lezing van het Belgische Mickey Magazine. Favoriet uit zijn aanzienlijke stripverzameling bleef altijd Robbedoes. Na bestudering, als tiener, van de tekenstijl van bekende tekenaars ging zijn voorkeur uit naar Franquin, boven Carl Barks. De eerste strip van Jippes was Hipper (1967), die werd gepubliceerd in het tijdschrift Revue, waar hij lay-out medewerker was. De tekst was van Hans Ferrée.
Hij is zijn carrière begonnen in Nederland waar zijn werk werd gepubliceerd in onder andere het striptijdschrift Pep aan het eind van de jaren zestig en begin van de jaren zeventig. Hij werd nationaal erkend door zijn stripverhaal Bernard Voorzichtig: Twee Voor Thee dat in 1972 in Pep verscheen. De strip kwam voort uit zijn samenwerking met Martin Lodewijk en geldt als klassieker. Het verhaal gaat over de Hollandse theehandel in de negentiende eeuw. Jippes werkte met grote zorgvuldigheid ruim drie jaar aan dit verhaal.

### Donald Duck en vertrek naar Amerika
Midden jaren 70 begon hij met werken voor het weekblad Donald Duck, waar zijn interpretatie van de familie Duck en Mickey Mouse de aandacht trok van de Disney Studio's in Burbank, Californië. Vervolgens werd hij door de Disney Company aangenomen. Eerst werkte hij er voor de afdeling merchandising; later voor de animatieafdeling als ontwerper en storyboardtekenaar. Hij droeg hiervoor bij aan de De Reddertjes in Kangoeroeland, De Prins en de bedelknaap, Belle en het Beest en Aladdin. Naast zijn werk voor Disney werkte Jippes ook als storyboardtoezichthouder bij de film Balto van Amblimation.
Hij werd gekozen door de uitgeverij Egmont om een aantal verhalen van de Jonge Woudlopers uit 1960 opnieuw te tekenen voor een nieuw publiek in de jaren negentig. Deze verhalen zijn oorspronkelijk geschreven door Carl Barks en getekend door John Carey en Tony Strobl.

### Terugkeer naar Nederland
In 2005 keerde Jippes vanuit Hollywood terug naar Nederland. In 2006 en 2009 verschenen onder het pseudoniem Danier twee nieuwe albums van Jippes, gebaseerd op de romans van detectiveschrijver Havank. In 2006 kwam Hoofden op hol uit, dat in 2009 in twee vertalingen op de markt kwam: in Frankrijk als Casse-tête en in Finland onder de titel Aivopähkinä. In 2009 kwam een tweede Havank-album uit, De Schaduw op de Tast, dat werd voorgepubliceerd in stripblad Eppo. In mei 2024 verscheen bij Just Publishers de bundeling van deze twee albums in grootformaat onder de titel Met Havank mee Danier’s Fifties in, verrijkt met een dossier/interview, schetsen en kortverhalen.

## Tentoonstelling
In 2017 werd van 20 mei t/m 29 oktober in het Nederlands Stripmuseum een tentoonstelling gehouden gewijd aan het werk van Jippes. Hierbij werd de catalogus Daan Jippes - avonturier in strip en animatie uitgegeven.